# Фолегандрос
Фоле́гандрос (греч. Φολέγανδρος) — остров в Эгейском море, принадлежит Греции. Входит в группу островов Киклады. Название острова вероятнее всего происходит от финикийского Phelekgundari, в переводе «скалистая земля». Ещё одна версия связана с первым жителем острова — Фолегандром, по Стефану Византийскому сыном короля Миноса с острова Крит. В Средние века носил название Поликандрос.

## Географические данные
Строение и рельеф:

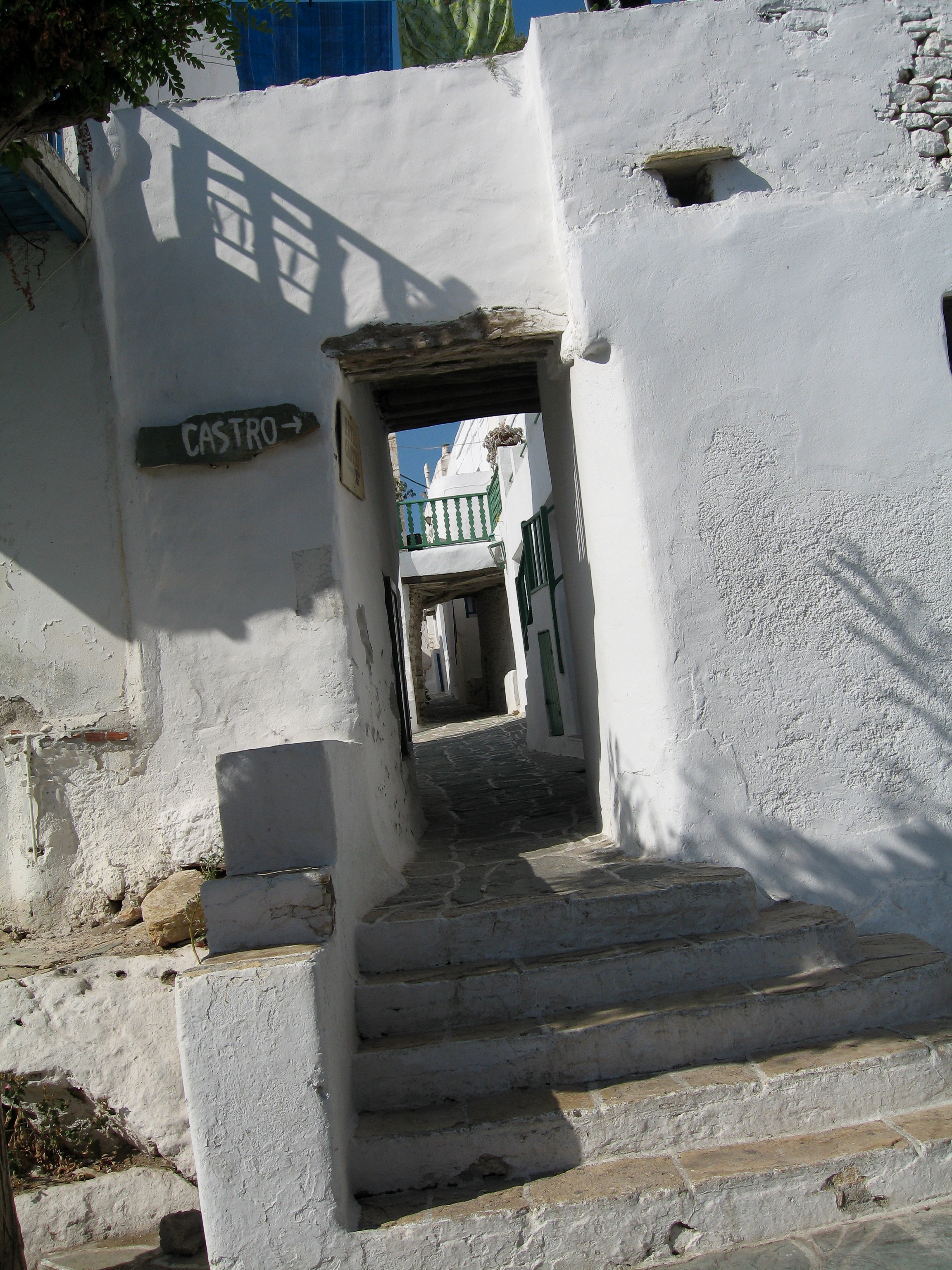
Вид на Хору

Вид на бухту порта Каравостаси

Скалистый остров, плодородной почвы очень мало. Практически нет воды.
Населённые пункты: На острове 3 больших населённых пункта: административный центр Хора (Фолегандрос), портовый город — Каравостаси и Ано-Мериа. Несколько курортных посёлков.
Сельское хозяйство:
Производство сельскохозяйственной продукции затруднено из-за недостатка воды и плодородной почвы. главным образом находится в центральной части острова. Для собственных нужд в малых количествах производятся мягкий сыр Souroto, твёрдый козий сыр, осуществляется рыболовство. Выращиваются пряности, есть пасеки.
Транспорт:
От Пирея ходит паром, расстояние 104 морских мили. Также паромное сообщение связывает с островом Санторини. По острову ходит автобус соединяя между собой 3 ключевых населённых пункта.
Туризм:
В туристическом бизнесе заняты главным образом жители Хоры, Каравостаси и курортных посёлков. Сдаются, как правило, домики или номера в небольших гостиницах. В ноябре 2013 года сайт CNN Travel объявил Хору одной из семи самых красивых деревень Европы, отметив что при этом она не запружена туристами.

## История
В греческой мифологии остров себя никак не проявил. Отсутствие на острове воды делало его малопригодным для обитания. Тем не менее есть свидетельства обитания на острове людей начиная с 3-го тысячелетия до нашей эры. Наибольшее развитие Фолегандрос получил во время венецианского владычества, когда остров в 1207 году был завоёван венецианским купцом Марко Санудо, герцогом Наксосским.
Во времена турецкой оккупации с 1617 по 1770 год, остров неоднократно опустошался, а население истреблялось в результате набегов, главным образом пиратских.В период депортации, т.е. между 1928 и 1971 годами, в общей сложности 29 островов Эгейского моря использовались в качестве мест ссылки и тюрьмы, включая Фолегандрос. Фактически, в 1937 году диктаторский режим от 4 августа объявил острова Агиос-Эфстратиос, Анафи, Сифнос и Фолегандрос местами ссылки для «коммунистов малой строгости». Среди изгнанников того периода на Фолегандросе были такие важные личности духа, как Фула Хацидаки, Мильтиадис Багрянородный и другие.
Окончательно в состав Греческого государства остров вошёл в 1828 году.

## Достопримечательности

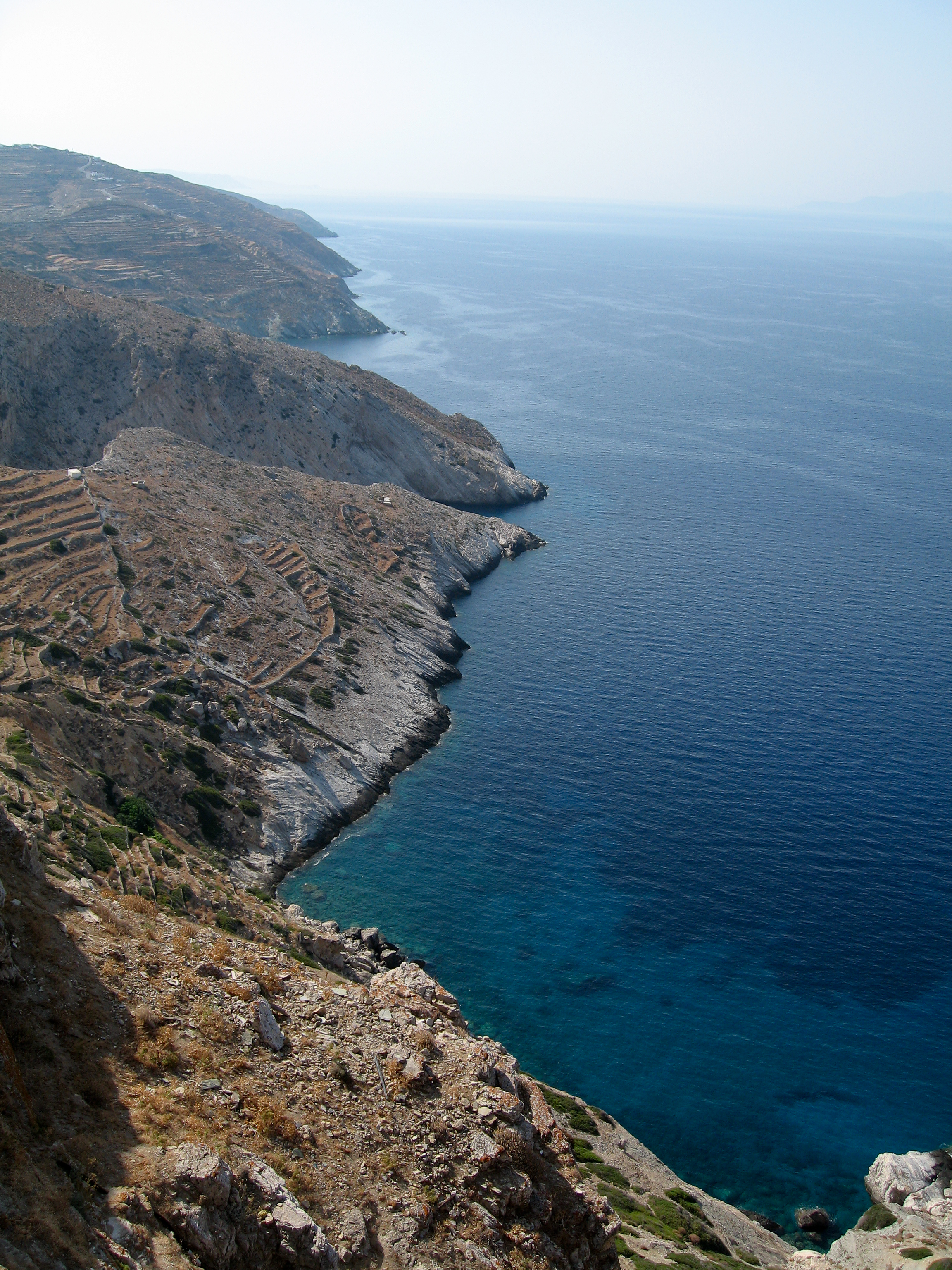
Церковь Богородицы (Панагии)

Церковь Богородицы (Панагии) — одна из самых известных достопримечательностей Фолегандроса. Находится на вершине утёса, расположенного около Хоры. От Хоры к церкви ведёт зигзагообразная дорога.
Кастро — часть города Хора, расположенная на обрывистом утёсе, возвышающемся на 200 метров от уровня моря. Располагается рядом с автобусной остановкой Хоры.
Сталактитовая пещера (Золотая пещера) — располагается на северо-восточной стороне острова, на высоте 10 метров от уреза воды. В пещере были найдены останки людей, осколки греческих и римских сосудов. Есть гипотеза, что в залах пещеры, ещё в 4 столетии до нашей эры совершались религиозные обряды. Сотни имён и фамилий высечены на стенах пещеры. В настоящее время продолжаются археологические раскопки, и пещера закрыта для посетителей. К тому же добраться до неё можно только по морю в спокойную погоду.
Фольклорный музей — находится в Ано-Мериа, расположен в типичном сельском доме XIX-го столетия. Был открыт в 1988 году. В музее можно посмотреть на быт жителей XIX-го века.
Маяк — располагается на юго-западном берегу около Ливадии. Маяк был построен в 1919 году. Он располагается на высоте 58 метров от уровня моря, высота самого маяка достигает 11 метров. Видимость маяка составляет 17 морских миль. С 1921 года в качестве источника света использовался фитиль, потом он был заменён на газовый механизм, а с 1986 года была установлена лампа, работающая от солнечных батарей.